# Ninski Stanovi
Ninski Stanovi falu Horvátországban Zára megyében. Közigazgatásilag Ninhez tartozik.

## Fekvése
Zára központjától légvonalban 11 km-re, közúton 15 km-re északra, Nin központjától 4 km-re délkeletre fekszik.

## Története
A településnek 1880-ban 132, 1910-ben 165 lakosa volt. Ezt követően előbb a Szerb-Horvát-Szlovén Királyság, majd Jugoszlávia része lett. 2011-ben 358 lakosa volt.

## Lakosság
| Lakosság változása | Lakosság változása | Lakosság változása | Lakosság változása | Lakosság változása | Lakosság változása | Lakosság változása | Lakosság változása | Lakosság változása | Lakosság változása | Lakosság változása | Lakosság változása | Lakosság változása | Lakosság változása | Lakosság változása | Lakosság változása |
| ------------------ | ------------------ | ------------------ | ------------------ | ------------------ | ------------------ | ------------------ | ------------------ | ------------------ | ------------------ | ------------------ | ------------------ | ------------------ | ------------------ | ------------------ | ------------------ |
| 1857               | 1869               | 1880               | 1890               | 1900               | 1910               | 1921               | 1931               | 1948               | 1953               | 1961               | 1971               | 1981               | 1991               | 2001               | 2011               |
| 0                  | 0                  | 132                | 111                | 127                | 165                | 100                | 187                | 388                | 443                | 477                | 427                | 342                | 556                | 358                | 358                |

(1857-ben és 1869-ben lakosságát Nin városhoz számították.)